# Rawil Ismagilowitsch Gainutdin

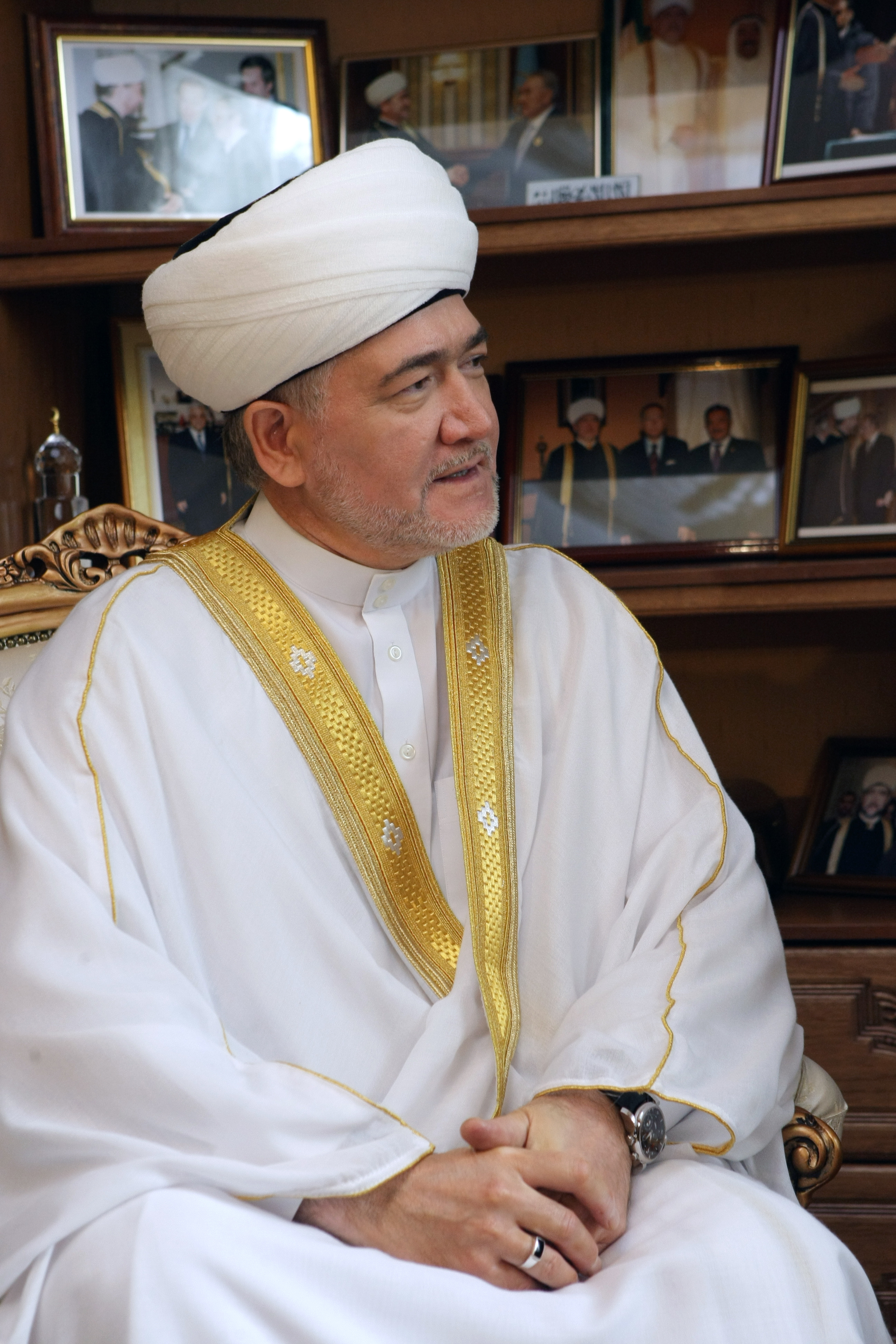
Rawil Ismagilowitsch Gainutdin

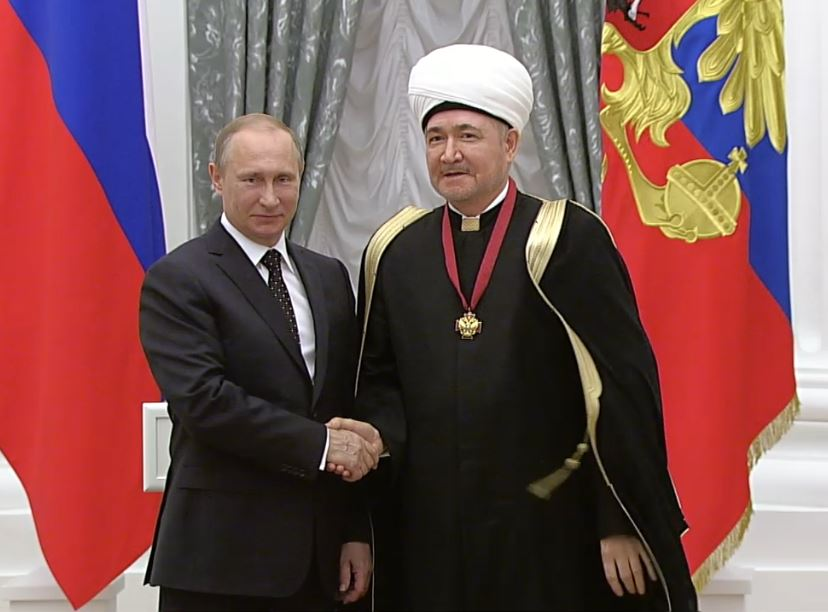
Rawil Ismagilowitsch Gainutdin 2015 mit Präsident Putin

Mufti Rawil Ismagilowitsch Gainutdin (russisch Равиль Исмагилович Гайнутдин, tatarisch Равил Гайнетдин Rawil Ğaynetdin; * 25. August 1959 in Schali, Rajon Pestretschinski, Tatarische ASSR) ist Vorsitzender des Rates der Muftis Russlands und der Geistlichen Verwaltung der Muslime der Russischen Föderation und wird von einem Teil der muslimischen Gemeinschaft des Landes als höchster islamischer Würdenträger angesehen. 

## Frühe Karriere
Gainutdin ist tatarischer Herkunft und ein naher Verwandter von Mufti Talgat Tadschuddin. Er stieg noch zu sowjetischer Zeit zum stellvertretenden Vorsitzenden der Geistlichen Verwaltung der Muslime des europäischen Teils der Sowjetunion und Sibiriens (Duchownoje uprawlenije Musulman ewropejskowo tschasti SSSR i Sibiri; DUMES) auf. Im Januar 1991 wurde er zum Chef des Moskauer Muchtasibats ernannt, zu dessen Zuständigkeitsbereich die gesamten Regionen Zentralrusslands gehören. Zusammen mit dem jungen muslimischen Aktivisten W.W. Medwedew gründete er am 5. April 1991 das „Islamische Kulturzentrum“ (IKZ), das die Aufgabe haben sollte, die Prozesse der Wiedergeburt des Islams in der Hauptstadt zu koordinieren.

## Abspaltung von der ZDUM und Gründung des Russischen Muftirates
Am 29. Januar 1994 wurde Gainutdin zum Präsidenten und Mufti der neu gegründeten Geistlichen Verwaltung der zentral-europäischen Region Russlands (Duchownoje uprawlenije Musulman zentralno-ewropejskowo regiona Rossii; DUMZER) gewählt, eines Gremiums, das formal noch der ZDUM unterstellt war, aber sehr eng mit der Leitung der Vereinigung der Moskauer Sobornoj-Moschee und dem Islamischen Kulturzentrums verbunden war. Am 21. September 1994 wurde Gainutdin durch einen Beschluss des Plenums der ZDUM aus dem Präsidium der ZDUM ausgeschlossen und von allen Ämtern, die er bekleidete, abgesetzt. Aktivisten der ZDUM versuchten vergeblich, diesen Beschluss in Moskau durchzusetzen.
Anfang März 1995 veröffentlichten Imame, die über Gainutdin verärgert waren, den „Appell der muslimischen tatarischen Organisationen und Imame Moskaus und des Oblast Moskau“, in welchem Gainutdin des Amtsmissbrauchs und der Willkür beschuldigt wurde. Der Gemeindemitglieder der Sobornoj-Moschee wurden aufgerufen, „die Diktatur Rawil Gainutdins“ zu beschränken, den Status der Moschee als Gemeinde der ZDUM wiederherzustellen und die beiden entlassenen Imame Ramil Aljautdin und Chasan Fachretdinov wieder in ihre Ämter einzusetzen. Am 7. Mai tritt in Moskau das Plenum der DUMZER zusammen, das die Imame, die gegen Rawil Gainutdin opponieren, aus der Sobornoj-Moschee vertreibt. Am 27. Juni führte Gainutdin ein Schlichtungstreffen mit dem Führer des „Höchsten Koordinationszentrum der Geistlichen Verwaltungen Russlands“ (Wysschij koordinazionnij zentr duchownych yprawlennij Musulman Rossii; WKZDUMR), dem obersten Mufti Gabdulla Galiullin, durch.
Auf Initiative von Gainutdin wurde am 1. Juli 1996 der „Russische Muftirat“ gegründet, welchem die DUMZER, die DUM der Republik Tatarstan, die DUM der Republik Baschkortostan, die DUM der Wolga-Region, die DUM der Oblast Orenburg mit dem Muftiat von Buguruslan und die regionale DUM von Uljanowsk und der Oblast Uljanowsk beitrat. Gainutdin wurde einstimmig zum Vorsitzenden des neu gegründeten Dachverbandes gewählt.
Im Juni 1997 geriet Gainutdin in Konflikt mit dem tatarischen Geschäftsmann und Mäzen, dem Vorsitzenden der DUM Sibiriens, R.Sch. Bayazitow. Die DUMZER änderte im Januar 1999 ihren Namen in „Geistliche Verwaltung der Muslime des europäischen Teils von Russland“ (Duchownoje uprawlenije Musulman ewropejskoj tschasti Rossii; DUMER), Gainutdin blieb jedoch Vorsitzender der Organisation. Am 23. August 1999 sprach Präsident Boris Jelzin Gainutdin seinen Dank für den von ihm geleisteten großen Beitrag zur Herstellung des Friedens und der Harmonie in der Gesellschaft aus.

## Erklärungen zu islamischem Terrorismus und interreligiösem Dialog
Anlässlich des Irak-Kriegs sprach sich Gainutdin 2003 gegen Aufrufe zum bewaffneten Kampf gegen die US-Truppen aus. Die Muslime sollten seiner Ansicht nach dem Irak auf legale Weise helfen. Bezüglich des islamistischen Terrors in Russland bemerkte er 2003, dass die Terroristen auch gegen die muslimische Geistlichkeit kämpften. Er verurteilte den Terrorismus und führte seine Wurzeln auf schlechte religiöse Bildung sowie die geistige Abschottung der Extremisten von der restlichen Gesellschaft zurück. Er sprach sich für Toleranz als unabdingbare Basis des multi-ethnischen russischen Staates aus. Das Selbstmordattentat am Flughafen Moskau-Domodedowo am 24. Januar 2011 kommentierte er mit den Worten: „Unschuldige Menschen sind getötet worden und in den Krankenhäusern ringen die Ärzte um die Leben der Opfer“; die Täter kämen in die Hölle.
Er war einer der 138 Unterzeichner des offenen Briefes Ein gemeinsames Wort zwischen Uns und Euch (englisch A Common Word Between Us & You), den Persönlichkeiten des Islam an „Führer christlicher Kirchen überall“ (englisch: „Leaders of Christian Churches, everywhere …“) sandten (13. Oktober 2007).
Im April 2016 bezeichnete Gainutdin anlässlich einer Konferenz in Ufa zum Thema „Koranischer Humanismus als Ausbildungsgrundlage für den russischen Islam im 21. Jahrhundert“ den Einfluss der permissiven Massenkultur und des Konsums sowie den „pseudo-religiösen Radikalismus“ als die „zwei großen moralischen Herausforderungen unserer Umma“.

## Unterstützung für Moscheebauaktivitäten
Am 11. September 1998 besuchte Gainutdin zum ersten Mal Twer, wo er den Muslimen und den staatlichen Autoritäten Fanis Biljalow vorstellte, den er zum Rektor der Sobornoj-Moschee von Twer ernannt hatte. Am 3. November besuchte er die Oblast Wladimir und unterstützt auf einem Treffen mit dem Gouverneur den Plan der Errichtung einer Moschee in Wladimir. Im Mai 2005 erklärte Gainutdin vor Journalisten, dass es notwendig sei, in jedem der zehn Verwaltungsbezirke Moskaus mindestens eine Moschee zu errichten. Bei der Grundsteinlegung für die neue Moskauer Sobornoj-Moschee am 10. September 2005 erklärt Gainutdin, dass in Moskau nur vier Moscheen existieren, wobei sich zwei davon in den Botschaften von Iran und Aserbaidschan befinden. Im Juni 2007 machte er der Öffentlichkeit die Pläne zur Errichtung von zwei neuen Moscheen in Moskau bekannt, der Achmad-Kadyrow-Moschee in Juschnoje Butowo, wo es bereits eine Achmad-Kadyrow-Straße gab, und der Imam-Schamil-Moschee in der Schosse Entusiastow.